# Amata submarginalis
Amata submarginalis là một loài bướm đêm thuộc phân họ Arctiinae, họ Erebidae.